# Le Breuil-en-Auge
Le Breuil-en-Auge és un municipi francès situat al departament de Calvados i a la regió de Normandia. L'any 2007 tenia 938 habitants.

## Demografia

### Població
El 2007 la població de fet de Le Breuil-en-Auge era de 938 persones. Hi havia 365 famílies de les quals 88 eren unipersonals (32 homes vivint sols i 56 dones vivint soles), 144 parelles sense fills, 113 parelles amb fills i 20 famílies monoparentals amb fills.
La població ha evolucionat segons el següent gràfic:
Habitants censats

### Habitatges
El 2007 hi havia 436 habitatges, 373 eren l'habitatge principal de la família, 53 eren segones residències i 10 estaven desocupats. 414 eren cases i 20 eren apartaments. Dels 373 habitatges principals, 310 estaven ocupats pels seus propietaris, 59 estaven llogats i ocupats pels llogaters i 4 estaven cedits a títol gratuït; 4 tenien una cambra, 17 en tenien dues, 59 en tenien tres, 108 en tenien quatre i 185 en tenien cinc o més. 318 habitatges disposaven pel capbaix d'una plaça de pàrquing. A 174 habitatges hi havia un automòbil i a 169 n'hi havia dos o més.

### Piràmide de població
La piràmide de població per edats i sexe el 2009 era:
| Homes | Edats   | Dones |
| ----- | ------- | ----- |
| 0     | 95 o +  | 8     |
| 8     | 90 a 94 | 12    |
| 8     | 85 a 89 | 12    |
| 4     | 80 a 84 | 8     |
| 12    | 75 a 79 | 24    |
| 32    | 70 a 74 | 36    |
| 16    | 65 a 69 | 24    |
| 24    | 60 a 64 | 20    |
| 8     | 55 a 59 | 20    |
| 24    | 50 a 54 | 32    |
| 52    | 45 a 49 | 32    |
| 40    | 40 a 44 | 28    |
| 32    | 35 a 39 | 48    |
| 20    | 30 a 34 | 28    |
| 12    | 25 a 29 | 12    |
| 12    | 20 a 24 | 12    |
| 28    | 15 a 19 | 32    |
| 16    | 10 a 14 | 40    |
| 36    | 5 a 9   | 16    |
| 8     | 0 a 4   | 28    |

## Economia
El 2007 la població en edat de treballar era de 557 persones, 417 eren actives i 140 eren inactives. De les 417 persones actives 390 estaven ocupades (205 homes i 185 dones) i 27 estaven aturades (10 homes i 17 dones). De les 140 persones inactives 70 estaven jubilades, 39 estaven estudiant i 31 estaven classificades com a «altres inactius».

### Ingressos
El 2009 a Le Breuil-en-Auge hi havia 377 unitats fiscals que integraven 916,5 persones, la mediana anual d'ingressos fiscals per persona era de 19.719 €.

### Activitats econòmiques
Dels 52 establiments que hi havia el 2007, 2 eren d'empreses alimentàries, 3 d'empreses de fabricació d'altres productes industrials, 13 d'empreses de construcció, 8 d'empreses de comerç i reparació d'automòbils, 5 d'empreses de transport, 4 d'empreses d'hostatgeria i restauració, 1 d'una empresa d'informació i comunicació, 1 d'una empresa financera, 2 d'empreses immobiliàries, 6 d'empreses de serveis, 6 d'entitats de l'administració pública i 1 d'una empresa classificada com a «altres activitats de serveis».
Dels 16 establiments de servei als particulars que hi havia el 2009, 1 era una oficina de correu, 1 taller de reparació d'automòbils i de material agrícola, 1 paleta, 3 guixaires pintors, 2 fusteries, 2 lampisteries, 1 electricista, 1 perruqueria, 3 restaurants i 1 agència immobiliària.
Dels 3 establiments comercials que hi havia el 2009, 1 era una botiga de més de 120 m², 1 una botiga de menys de 120 m² i 1 una fleca.
L'any 2000 a Le Breuil-en-Auge hi havia 19 explotacions agrícoles que ocupaven un total de 365 hectàrees.

## Equipaments sanitaris i escolars
El 2009 hi havia una escola elemental.

## Poblacions més properes
El següent diagrama mostra les poblacions més properes.